# Spring Grove (Minnesota)
Spring Grove è una città degli Stati Uniti d'America, situata in Minnesota, nella contea di Houston.